# Mike Moustakas
Michael Christopher Moustakas (ur. 11 września 1988) – amerykański baseballista występujący na pozycji trzeciobazowego w Milwaukee Brewers.

## Przebieg kariery

### Kansas City Royals
Po ukończeniu szkoły średniej, w 2007 roku otrzymał ofertę stypendium sportowego z University of Southern California, jednak po wyborze w pierwszej rundzie draftu z numerem drugim przez Kansas City Royals, zdecydował się podpisać kontrakt z organizacją tego klubu. Po występach w zespołach farmerskich Royals, najwyżej na poziomie Triple-A w Omaha Strom Chasers, 10 czerwca 2011 zaliczył debiut w Major League Baseball w meczu przeciwko Los Angeles Angels of Anaheim, w którym zaliczył single’a. Pierwszego home runa zdobył 11 czerwca 2011 w spotkaniu z Angels.
W lipcu 2015 po raz pierwszy otrzymał powołanie do AL All-Star Team, po otrzymaniu największej liczby głosów w ostatecznym głosowaniu. 12 września 2015 w meczu z Baltimore Orioles zdobył dwa home runy (w tym grand slama) i ustanowił klubowy rekord zaliczając 9 RBI. W tym samym roku zagrał we wszystkich meczach World Series, w których Royals pokonali New York Mets 4–1.

### Milwaukee Brewers
28 lipca 2018 w ramach wymiany zawodników przeszedł do Milwaukee Brewers. 4 października 2018 w meczu numer 1 NLDS przeciwko Colorado Rockies zaliczył walk-off RBI w drugiej połowie dziesiątej zmiany.

## Nagrody i wyróżnienia
| Nagroda/wyróżnienie      | Lata       | Źródło |
| 2× All-Star              | 2015, 2017 | [ 1 ]  |
| Zwycięzca w World Series | 2015       | [ 7 ]  |